# ЛАЗ-52522
ЛАЗ-52522 — 12-ти метровий тролейбус, який серійно випускався протягом 1994—2006 років Львівським автобусним заводом.
Всього було випущено 85 екземплярів, із 2004 року виготовлявся оновлений варіант, із клеєним склом на вікнах. В основному експлуатувався у містах України, а також експортувався за кордон до Росії та Туркменістану.

## Історія

### Початок1990-х— 1997

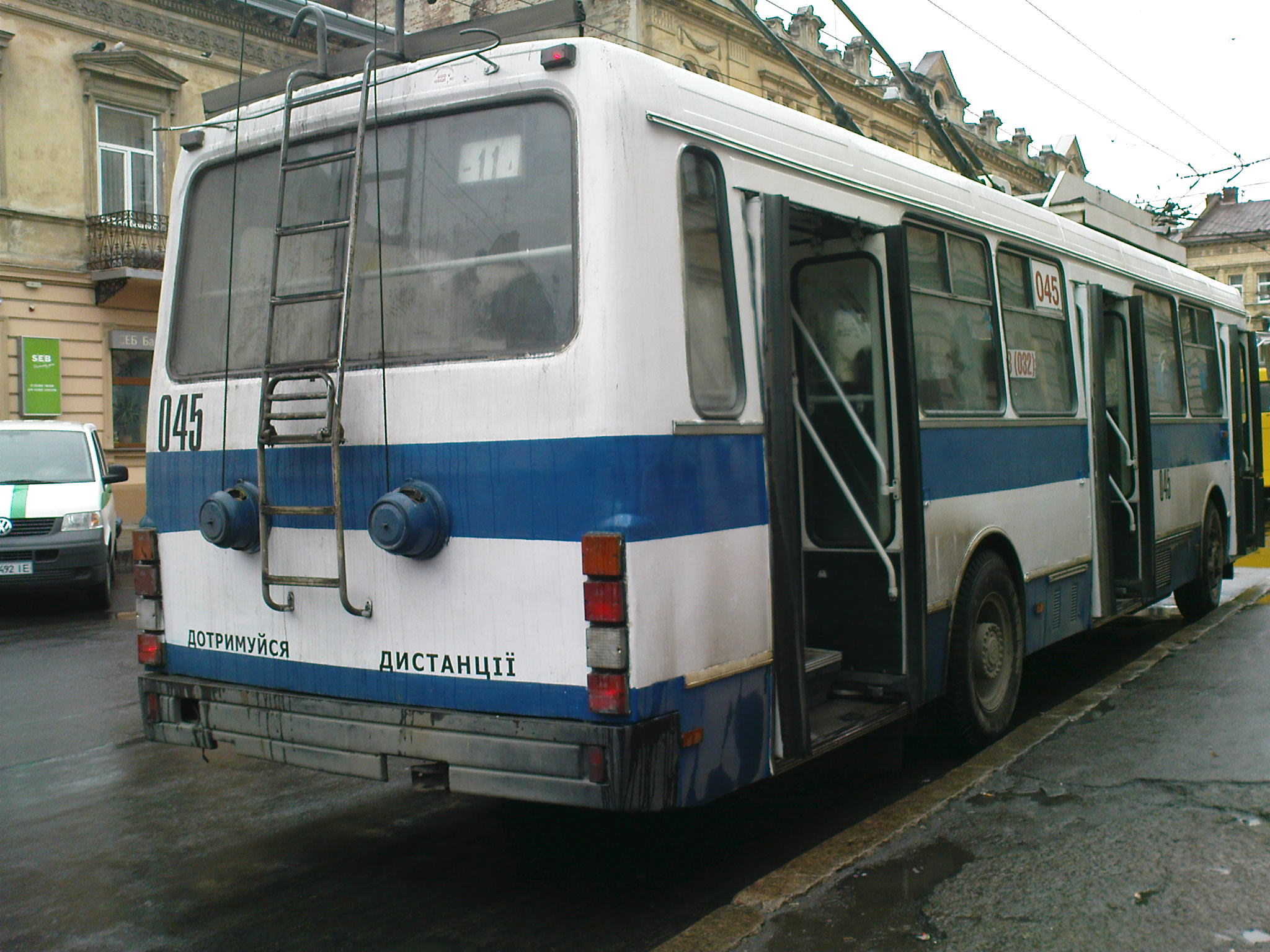
ЛАЗ-52522 номер 045 на 11-му маршруті: вигляд ззаду. Травень 2009 року

На початку 1990-х по містах України загострилася проблема поповнення та омолодження рухомого складу тролейбусних систем. Тоді малими партіями купували моделі Шкода Тр-14, проте кількість застарілих і списаних Шкода Тр-7 та Шкода Тр-9 набагато перевищувала кількість нових тролейбусів. З середини 1990-х виробництво 14-х Шкод припинилося повністю. Останні екземпляри SKODA 14TR прибули до Львова у 1998 році (номери 591-596).
1992 року у Львові одночасно з розробкою міського автобуса з дизельним двигуном ЛАЗ-52523 почали розробляти тролейбус із кодовим номером 52522, основою для якого стали автобуси ЛАЗ 4202 і модифікація ЛАЗ-5252 — ЛАЗ-52521. Його перший зразок представлено навесні 1993 року: це був 11,4-метровий тролейбус з ширмовими дверима, який вміщував до 120 пасажирів та при повному завантаженні розвивав максимальну швидкість у 60 км/год, цей тролейбус був відправлений в музей у Луцьку. Другому випущеному 52522 (випущено 1994 року) було присвоєно номер 001 і він залишився у Львові. Працював під номером 001 на 3-му маршруті, здебільшого у Львові, протягом 14 років, і, евентуально, у грудні 2008 був списаний через застарілість.
У 1994–1995-их було здано першу партію «52522» із 17 машин (001–017), що повним складом залишилася у Львові. Щоправда, всі вони вже списані 1997 року 7 тролейбусів ЛАЗ-52522 було передано у Чернівці, коли місто відчуло гостру нестачу рухомого складу тролейбусів. Чернівецькі ЛАЗ-52522 досі курсують містом. Варто також зазначити, що тодішні ЛАЗ-52522 комплектувалися російським двигуном Динамо ДК-210 і електрообладнанням від Київського заводу електротранспорту, з реостатно-контакторною системою управління.
Протягом 1996–1997-их було випущено ще 19 тролейбусів. 12 з них залишилося у Львові, три моделі куплено Чернівцями, одна — Донецьком (номер 022) та три — Білою Церквою (один працює, два згоріли).

### 1998— сьогодення

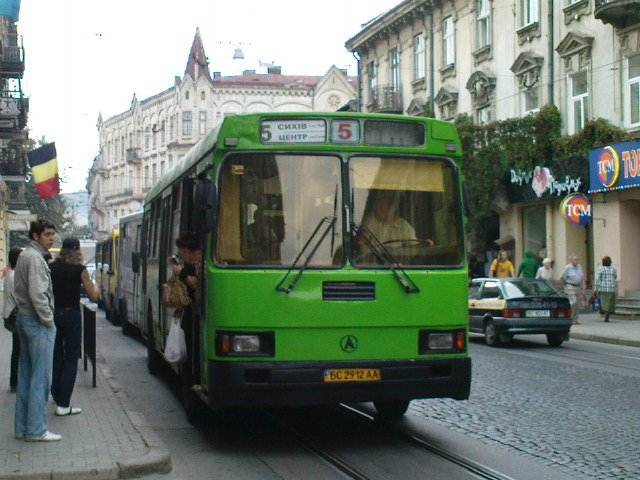
ЛАЗ-52528

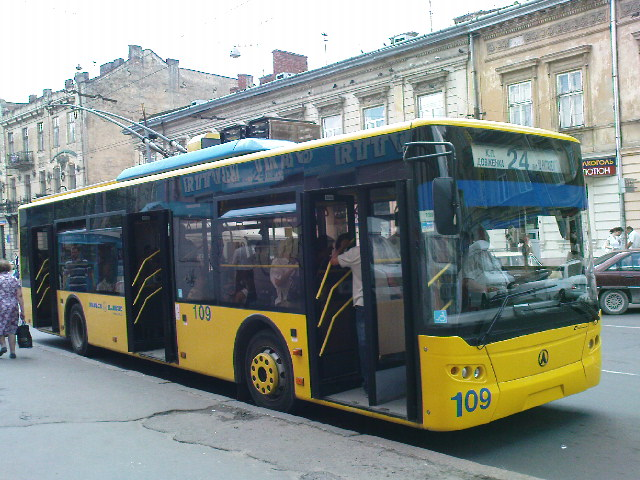
ЕлектроЛАЗ-183, наступник ЛАЗ-52522

У 1997–1998-их випущено третю партію із приблизно 20 моделей: їх передано в Донецьк, Білу Церкву й Росію (два тролейбуси ЛАЗ-52522 досі працюють у Москві). Проте ЛАЗ-52522 почав не витримувати конкуренцію з ЮМЗ-Т2, який коштував значно менше, був швидшим та мав більший попит. Тролейбуси моделі ЛАЗ-52522 використовуються нині масово лише у Львові, у Чернівцях їх працює 14, в інших містах України вони курсують одинично.
За 1998–2004 роки з конвеєра не зійшов жоден ЛАЗ-52522, проте у цей час до Львова надійшло 7 машин 1997–1998 років випуску. Їх залишено у Львові та надано номери з 040 до 047. Наразі вони мають не найкращий технічний стан, проте досі курсують містом.
Технічні проблеми з електронікою часто стали позначатися на тролейбусах ЛАЗ-52522 (як і на автобусах ЛАЗ-5252) вже з кінця 1990-х — тролейбуси потребували серйозного ремонту через недосконалість будови. Саме через це випуск ЛАЗ-52522 зупинено. Списані тролейбуси простоювали несправними на територіях депо; деякі із них позрізали та переплавили.
Наприкінці 1990-х почався рестайлінг автобусів ЛАЗ-5252, з 1999 року почав виходити міський 11-метровий автобус ЛАЗ 52528, що ззовні нічим не відрізнявся від ЛАЗ-52527, окрім потужнішого двигуна виробництва Ярославльського моторного заводу. Модель 52528 за габаритами не відрізнялася від ЛАЗ-52522, проте дизайн салону був значно модернізований. Іноді, ЛАЗ-52528 у списках автобусів ЛАЗ фігурував як ЛАЗ-А172, проте здебільшого так і лишався 52528. Із 2004 року Львівський автобусний завод представив нову низькопідлогову модель ЛАЗ А183 «СітіЛАЗ», яка замінила на конвеєрі ЛАЗ-52528. ЛАЗ-52528 тримався на конвеєрі до 2005-го, аж поки виробництво цих автобусів повністю було припинено.
Вже 2000 року деякі з найперших ЛАЗ-52522 у Львові пройшли капітальний ремонт (наприклад, № 001,006, 008 і 010), що у черговий раз показало не найкращу якість їх комплектуючих та самого кузова.
Рестайлінг ЛАЗ-52522 почався 2004 року, коли ЛАЗ випустив повністю оновлену модель 52522 для Львова під номером 008, обмінявши її на списаний 008 тролейбус. Протягом 2004–2006-их з конвеєра зійшло ще 10 машин із такими оновленнями, як тонованими вікнами, оновленими тролеями, новим бампером, новим комплектом округлих протитуманних фар, кулером Bosch та системою рульового керування ZF 8098 Servocom, на яких працюють нові міські ЛАЗи. Два таких оновлених працюють у Тернополі, ще 7 працюють у Чернівцях (8 решту списано); один залишився у Львові під номером 008 та працює переважно на 25-му маршруті (вулиця Шота Руставелі — Автовокзал). У березні 2009 на ньому було організовано екскурсію містом для туристів.
Також 2004-го ЛАЗ відправив 4 тролейбуси у місто Антрацит. Як і ЛАЗ-52528, з початком виробництва нових ЕлектроЛАЗ-183 2005 року теж не затримався на конвеєрі надовго. Останні моделі ЛАЗ-52522 були випущені 2006 року, яких замінили на конвеєрі ElectroLAZ-183 і ЕлектроЛАЗ-301.

## Опис моделі

### Зовнішній вигляд

Схема ЛАЗ-52522

За основу побудови кузова ЛАЗ-52522 було узято приміський автобус ЛАЗ-5252 та різні його модифікації. Модель 52522 має 11,44 метри у довжину і є вищою порівняно з ЛАЗ-5252 (це враховуючи контейнер з електрообладнанням, кузов використано той же), так що висота тролейбуса, враховуючи контейнер з електроустаткуванням у моделей старого зразку становить 3.4 метри, а нових 3.66 метра. Кузов тролейбусів ЛАЗ 52522 має тримальний кузов, тобто агрегати кріпляться на не раму, а не на готовий кузов, який виконує її функцію. За обшивку у старих зразків ЛАЗ 52522 було використано звичайну оцинковану жерсть та досить слабке антикорозійне покриття, таким чином ресурс кузовів ЛАЗ 52522 становив близько 8 років. Рестайлінговані моделі як обшивки мають цільнотягнутий лист оцинкованої сталі з повним антикорозійним покриттям.
Вітрове скло тролейбусів, як нових так і старих зразків, є роздільним, навіть на старих екземплярах застосовано безосколкове лобове скло. Безуламкове, або безосколкове лобове скло є багатошаровим склом, яке з двох боків обклеєне шаром пластику, і при сильному пошкодженні, скло не вилітає, скалки залишаються у масі, таким чином уламки не утворюють ріжучих скалок та не можуть нікого травмувати. Склоочисники тролейбуса паралелограмного типу, двошвидкісні, не останньою була проблема зламаних склоочисників у 52522. Світлотехніка тролейбуса представлена одинарними квадратними світильними фарами, що у нових моделей оснащені лінзами, за рахунок чого збільшено їхню далекоглядність, протитуманні ж фари у перших моделей були квадратної форми; у деяких з рейсталінгованих моделей є і додаткові округлі протитуманні фари. Бампер тролейбуса великого розміру, і, зазвичай чорного кольору. Емблема Львівського автобусного заводу кріпиться на кузов тролейбуса, а забарвлення кільця та літери «Л» при заводському фарбуванні було чорним або синім, однак при наклеєнні реклами, воно, як правило теж зафарбовується. Бокові дзеркала заднього виду зліва квадратні, з права сферичні. У рейстайлінгованих моделей ці дзеркала мають електропідігрів, антиблікове покриття та є сферичного типу.

### Електрообладнання
Двигун тролейбуса, як у високопідлогового встановлений під підлогою салону (приблизно навпроти середніх дверей). Найперші випуски ЛАЗ 52522 комплектувалися двигуном московського виробництва Динамо ДК-210 (потужністю 110 кіловат), і електрообладнання від КЗЕТу, пізніше, на тролейбуси встановлювалися двигуни ЕД-138У2 виробництва Електроважмаш, Харків. Рестайлінговані моделі отримали модифікований двигун ЕД-138 — ЕД-13842, потужністю 130 кіловат.
Система керування усіх тролейбусів є реостатно-контакторною (РКСК) аналогічна як у тролейбусів ЗіУ9. У основу принципу РКСК покладено підключення до електродвигуна демпферних опорів, які називаються пуско-гальмівними реостатами. Поступове зменшення опору відбувається завдяки комутації пускогальмівних реостатів за допомогою приладу, який називається груповим реостатним контро́лером. Груповий реостатний контролер та пуско-гальмівні реостати розташовані на даху тролейбуса за для природного охолодження, оскільки вони розсіюють велику кількість енергії у виді тепла. У автоматичної РКСК наявний низьковольтний серводвигун, який сам керує процесом комутації по чітко випрацюваній програмі, а водій лише вибирає вимоги до тролейбуса: розгін або гальмування (це робиться за допомогою педалей). Так буває у автоматичній реостатно-контакторній системі управління, якою і оснащений даний тролейбус. У реостатно-контакторної системи управління є переваги, як те, що більшість обладнання винесено на дах, однак, є і недоліки, наприклад, те, що дуже багато енергії йде на нагрівання пуско-гальмівних реостатів.

### Салон

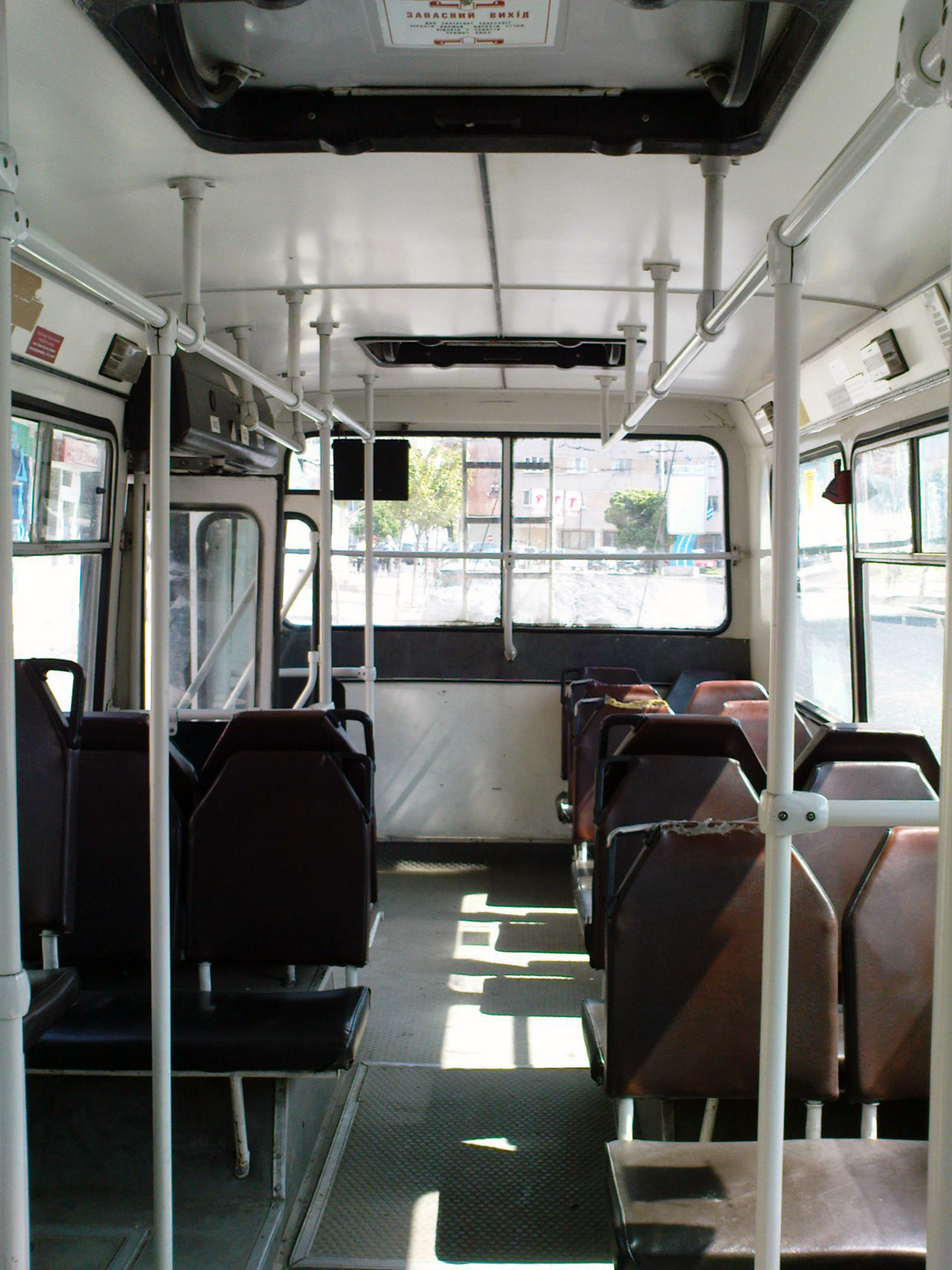
Салон у «ЛАЗ-52522»

ЛАЗ 52522 — високопідлоговий тролейбус, тому до салону ведуть дві сходинки. У тролейбуса три двостворчасті двері поворотно-зсувного типу, передня стулка передніх дверей виділена для водія і відкривається автономно. У цього тролейбуса майже відсутня проблема заїдання дверного приводу, гумовий амортизатор на кінчиках дверей робить їх відкриття та закриття дуже малошумним; найперші моделі 52522 мали ширмовий амортизатор (тобто усередині було повітря), від чого амортизатор дуже швидко виходив з ладу. Двері мають систему аварійного відкриття зсередини, за допомогою кнопки над дверима блокується несправний привод дверей і вони відкриваються вручну. Кожна з дверей відкривається за допомогою кнопки на панелі керування. Підлога салону вистелена цільнотягнутим лінолеумним листом. Поручні оцинковані, «товстого» типу, покриті шаром антикорозійного покриття; горизонтальні встановлюються зверху упродовж усього салону, вертикальні розміщені біля дверей та на збірній площадці (навпроти середніх дверей). Сидіння м'які, суміжного типу, стандартні з поролоновим наповнювачем та іншими синтетичними матеріалами, деякі з них можуть демонтуватися для забезпечення більшої пасажиромісткості (здебільшого, це одинарні крісла у лівій частині салону); рестайлінговані тролейбуси 52522 мають зовсім інакші крісла більшої комфортабельності та меншого розміру. Вентиляція у салоні відбувається через зсувні кватирки на вікнах і обдувні люки на даху. Стеля вкрита тонким шаром фанери. Опалення у салоні представлене конвектором, що працює від контактної мережі, у кабіні водія також працює спеціальний конвектор. Освітлення у салоні забезпечується плафоновими лампами на боковинах ближче до стелі. Система компостування представлена апаратами на боковинах. Повна пасажиромісткість салону становить 108 людей (з них 26-28 — сидячі місця).

### Кабіна водія

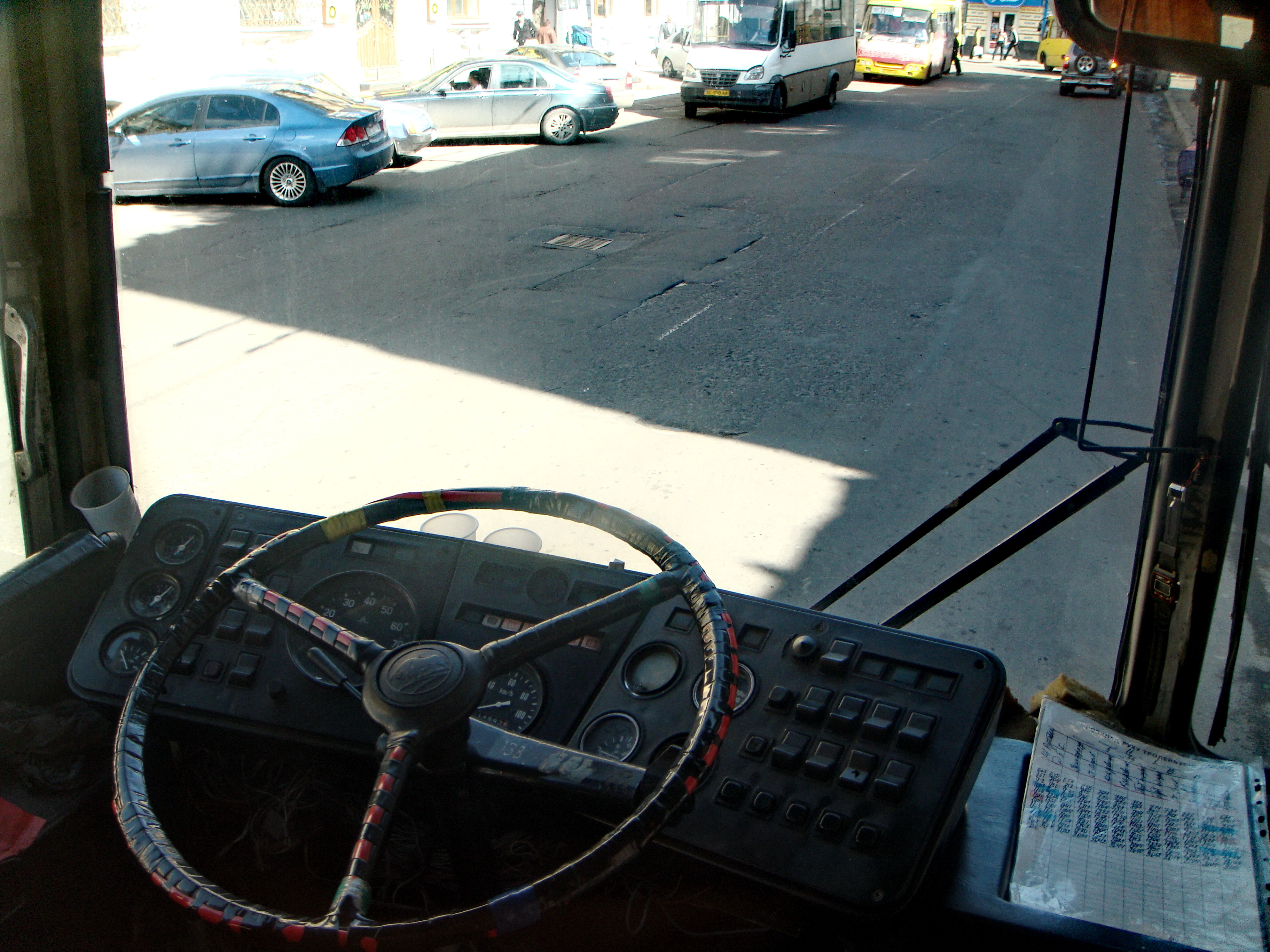

Кабіна відокремлена цільною перегородкою від салону; передня створка передніх дверей відкривається автономно і призначена для виходу і входу водія до кабіни. Ззовні є кнопка, за допомогою якої закривається і відкривається кабіна водія. Водійське крісло високе, з підресорами з поролоновим наповнювачем. Панель приладів керування розбита на 3 секції, також декілька приладів міститься і на боковій панелі, оскільки двері з лівого боку немає. Стандартне рульове колесо від МАЗ, загалом досить легке для керування, однак його часто кренить до нейтральної позиції; «опційне» ZF Servocom таких вад не має. На панелі приладів є кілька гнізд для додаткових приладів або для вмонтування нових, у випадку того, якщо один зламався. Однією з вад ЛАЗ-52522 стали дрібні поламки механізмів і показникових приладів, наприклад у більшості львівських ЛАЗ-52522 зламані спідометри; зламані показникові прилади можна закривати пластиковою пломбою або замінювати на інші; є додаткове гніздо для спідометра (через відсутність тахометра). Кнопки на панелі приладів мають здебільшого квадратну форму та не мають нічної підсвітки, більшість найпотрібніших при керуванні кнопок розташовані на правій частині панелі приладів. Керування рухом тролейбуса здійснюється за допомогою двох педалей: педалі акселератора і педалі гальма. Розгін тролейбуса та рух на великій швидкості є дуже плавним, що є великим плюсом конструкції. При повному завантаженні тролейбус може розвинути швидкість до 65 км/год.

### Технічні характеристики
| ЛАЗ 52522                                                                    | ЛАЗ 52522 |
| ---------------------------------------------------------------------------- | --- |
| Загальні дані                                                                | |
| Клас                                                                         | міський тролейбус                                                                                                |
| Виробник                                                                     | Львівський автобусний завод                                                                                      |
| Проект, рік                                                                  | осінь 1992 |
| Серійне виробництво, роки                                                    | 1994—2006 |
| Кількість випущених екземплярів, штук                                        | 85 |
| Кузов                                                                        | |
| Кузов                                                                        | вагонного компонування, тримальний                                                                               |
| База кузова, модель автобусу                                                 | ЛАЗ 5252 |
| Габаритні розміри                                                            | |
| Довжина, мм                                                                  | 11120 11440 (головний випуск)                                                                                    |
| Ширина по модлінгу, мм                                                       | 2500 |
| Висота (з комплектом електрообладнання), мм                                  | 3500 (3660 у нових моделей)                                                                                      |
| Колісна база, мм                                                             | 5470 |
| Дорожній просвіт, мм                                                         | ~350 |
| Зовнішні елементи                                                            | |
| Мінімальний діаметр повороту, мм                                             | 11.75 |
| Фари                                                                         | 2+2/4 протитуманні з лінзовим остекленням                                                                        |
| Лобове скло                                                                  | розділене, безосколкове                                                                                          |
| Склоочисники                                                                 | паралелограмного типу, двошвидкісні                                                                              |
| Бампер                                                                       | великого розміру, чорний з вмонтованими протитуманними фарами                                                    |
| Бризговики                                                                   | на кожній з осей по 2 штуки; від «Mercedes-Benz»                                                                 |
| Бокові дзеркала заднього виду                                                | сферичні/квадратні                                                                                               |
| Габаритні розміри                                                            | |
| Гальмівна система                                                            | пневматична, чотириконтурна з розділом на кожну вісь по 2 контури                                                |
| Гальмівні механізми                                                          | барабанного типу                                                                                                 |
| ABS (антиблокувальна система)                                                | можлива у нових зразків                                                                                          |
| Маса і навантаження на осі                                                   | |
| Споряджена маса тролейбуса, кг                                               | 10200 |
| Повна маса, кг                                                               | 17620 |
| Навантаження на передню вісь, кг                                             | 6550 |
| Навантаження на задню вісь, кг                                               | 11500 |
| Салон                                                                        | |
| Двері                                                                        | двостворчасті поворотно-зсувного типу (у найпершого були ширмові). Двері до кабіни водія відриваються автономно. |
| Кількість/ формула дверей                                                    | 3 2—2—2 |
| Сходинки до салону                                                           | 2 (високопідлоговий)                                                                                             |
| Настил підлоги                                                               | цільнотягнутий лінолеумний лист                                                                                  |
| Поручні                                                                      | горизонтальні і вертикальні, розміщені уздовж салону                                                             |
| Накопичувальні майданчики (існують ?)                                        | 1, навпроти середніх дверей                                                                                      |
| Сидіння                                                                      | м'які, суміжного типу, є декілька одинарних                                                                      |
| Сидячих місць, штук                                                          | 28 |
| Освітлення у салоні                                                          | через плафонові світильники, що встановлені на боковинах                                                         |
| Опалення у салоні                                                            | від електричного конвектора                                                                                      |
| Опалення у салоні                                                            | через зсувні кватирки на бокових вікнах і обдувні люки на даху                                                   |
| Склопакети бокових вікон                                                     | роздільні, безосколкові, тоновані або нетоновані (наклеєні тоновані склопакети як додаткова опція)               |
| Повна місткість, пасажирів                                                   | 108 |
| Система компостування                                                        | компостувальні апарати на боковинах і у двері водія (механічні)                                                  |
| Кабіна водія і керування тролейбусом                                         | |
| Кабіна водія                                                                 | відокремлена від салону перегородкою                                                                             |
| Відкриття дверей до кабіни                                                   | механічне (з салону) автоматичне (дистанційне відкриття дверей)                                                  |
| Водійське крісло                                                             | м'яке з паралоновим наповнювачем, регулюється у висоту і глибину                                                 |
| Вітрове скло                                                                 | розділене, безосколкове                                                                                          |
| Рульове керування                                                            | МАЗ-64229 з гідропідсилювачем                                                                                    |
| Повний виверт керма з нейтрального положення у будь-яку сторону, оберти      | 2.8 |
| Керівні педалі                                                               | 2, акселератор і педаль гальма                                                                                   |
| Двигун і напруга                                                             | |
| Тип двигуна                                                                  | Двигун постійного струму                                                                                         |
| Марка двигуна                                                                | ЕД-138У2 (виготовлений заводом Електроважмаш, Харків, Україна)                                                   |
| Потужність двигуна, кіловат/кінських сил                                     | 130/176; 110/149.6                                                                                               |
| Компресорний агрегат                                                         | Компресор ЭК-4В                                                                                                  |
| Робоча напруга, Вольт                                                        | 600 |
| Бортова напруга, Вольт                                                       | 24 |
| Система керування                                                            | реостатно-контакторна автоматична                                                                                |
| Ходові характеристики                                                        | |
| Задній Міст                                                                  | RABA018 |
| Підвіска                                                                     | залежна, пневматично ресорна                                                                                     |
| Осі, штук                                                                    | 2 (4×2) |
| Шини, тип                                                                    | 280\508R |
| Фари і маршрутовказівники                                                    | |
| Зовнішні освітні фари                                                        | квадратні одинарні+протитуманні                                                                                  |
| Протитуманні фари                                                            | Розташовані на бампері: округлі (нові випуски) квадратні (старі випуски)                                         |
| Маршрутовказівники                                                           | Трафаретні таблички                                                                                              |
| Швидкісні характеристики                                                     | |
| Максимальна постійна швидкість при повному завантаженні, не менше, км/годину | 65 |
| Максимальна швидкість при порожньому салоні, км/годину                       | 65 |
| Розгін від 0 до 40 км/год за (при 70 відсотків завантаження), сек            | 17 |
| Розгін 0 до 50 км/год за (при повному салоні), сек                           | 22 |
| Уповільнення з 50 до 10 км/год за, сек                                       | 14 |
| Додаткові можливості                                                         | |
| Додаткові опції                                                              | тоновані склопакети заміна керма на Servocom встановлення нових показникових приладів                            |

### Елементирестайлінгу

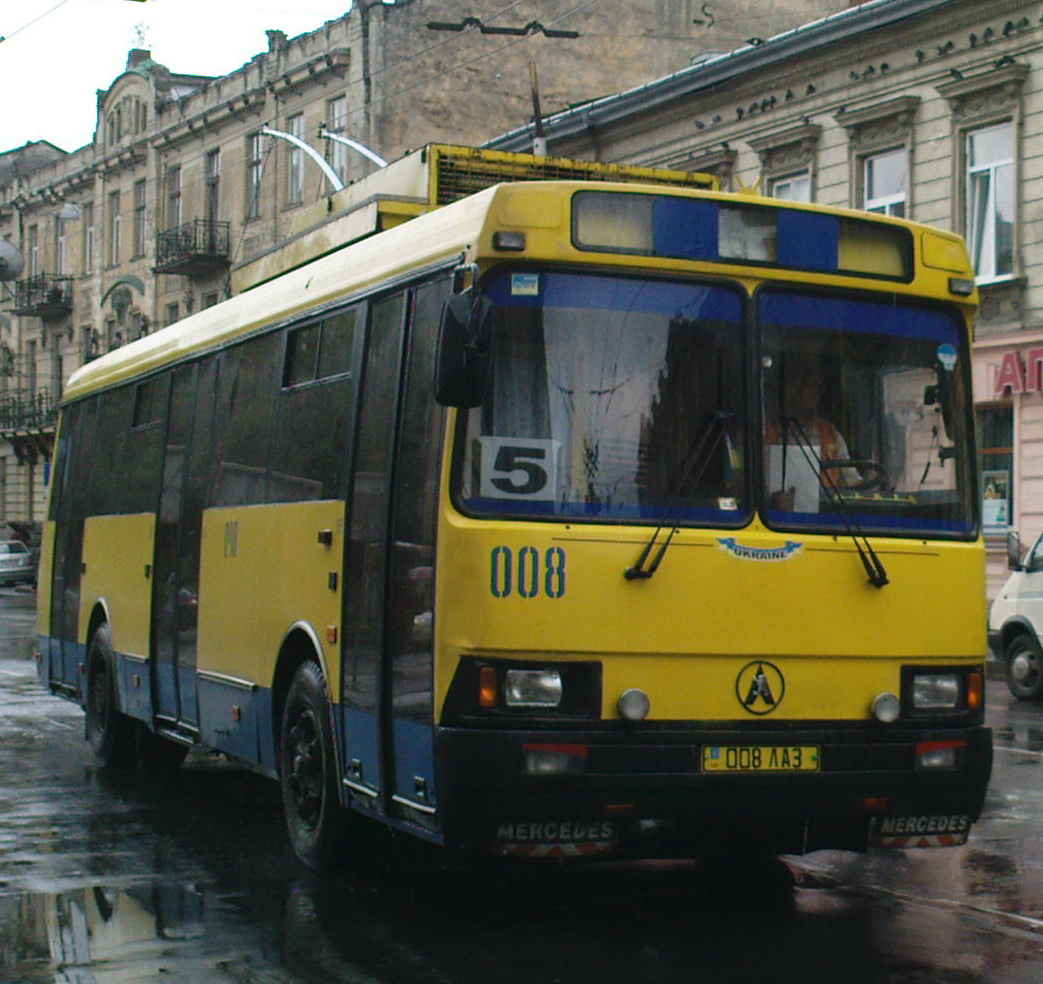
Рестайлінгований ЛАЗ-52522 №008, єдиний у Львові

Рестайлінговані моделі ЛАЗ-52522 значно модернізованіші від старіших, при рестайлінгу зроблено такі зміни:
- повна антикорозійна обробка кузова із застосуванням матеріалів фірми Helios, колісні арки зроблені з неіржавіючої сталі; усі ці нововведення значно підвищують строк служби кузова.
- встановлення новітніх бризговиків
- встановлення освітніх фар із лінзовим склом, округлі протитуманні фари перенесено вверх над бампером.
- встановлення тонованих склопакетів, часткове затонування вітрового скла
- заміна стандартних крісел на сучасніші зеленого кольору і меншого розміру, оснащених антивандальним покриттям
- використання безосколкових бокових склопакетів
- заміна керма МАЗ-64229 на ZF Servocom

### Характеристика моделі ЛАЗ-52522

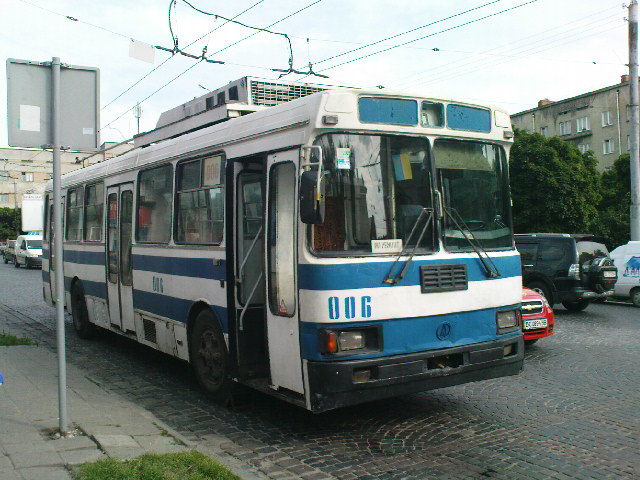
№006 відправляють на ремонт. Червень 2009

Однією з переваг ЛАЗ-52522 є розташування електродвигуна під підлогою, тому двигун не займає зайвого місця у салоні; ще одним плюсом двигуна є невелика шумність роботи і хороша шумоізоляція салону. У старих моделей було використано бляху як обшивку, яка деградувала і буквально гнила у деяких моделей за декілька років, у нових моделей застосовано оцинковану сталь.
Іншим плюсом є добра робота дверей та їхня малошумність через обиття кінчиків дверей суцільною гумою, а не гумою низької якості що була пустою усередині, вона швидко зношувалася; ця проблема була вирішена ще у першій партії моделей ЛАЗ-52522. Дуже нечастим є заїдання дверного приводу, однак є система його вимкнення у разі поломки і кнопка аварійного відкриття. Планування сидячих місць у тролейбусі є теж досить вдалим, нові сидіння у сучасних моделей стали ще більш комфортабельними. Ще одна перевага цього тролейбуса — плавний розгін та гальмування, гальмівна система з допомогою якої кожне колесо гальмує окремо. Хоча зимою у цих тролейбусах не дуже тепло, жахливого холоду, як у ЗіУ-682 і Шкода 14Тр у них не було.
Недоліків у цього тролейбуса теж досить багато; вони далися взнаки вже у перші роки їх роботи. Обшивка стандартних моделей тролейбуса 52522 була зі звичайної жерсті та не була повністю покрита антикорозійними матеріалами, від чого дуже швидко деградувалася, деградувалися і інші частини кузова які не були покриті антикорозійними емалями. Самі кузови та ходові частини у тролейбусів теж зношувалися, не винятком стали і двигуни. Попри те, що планування місць тролейбуса є досить вдалим, прохід у передніх дверях до салону дуже вузький через широку кабіну. Іншою вадою цього тролейбуса є вкрай ненадійні показникові прилади, що швидко ламаються. Штанги цього тролейбуса мають властивість часто зриватися з контактних мереж. Двигуни багатьох тролейбусів є сильно зношеними, у тролейбусів ранніх випусків поганий технічний стан, а деякі з ЛАЗ 52522, як, наприклад 006 встигли пройти по 3 капітальних ремонти за своє «життя». Також тролейбус є високопідлоговим, що позначується на комфорті пасажирів.
Тролейбус ЛАЗ-52522 отримав далеко не найкращі оцінки і збоку пасажирів і збоку водіїв; за ненадійність та швидке деградування кузова ці тролейбуси прозвали «напівдохлими» , а водій одного з тролейбусів зазначив, «проклинаю той день, коли сів за кермо цього пилососа». Попри те, що у рестайлінгованих тролейбусів більша частина недоліків була виправлена, майже 75 тролейбусів є «старими» з усіма цими вадами. Окрім цього «ЛАЗ-52522» також називали «породження ЛАЗу» і «найгірше рогате створіння на усій Україні». Серед пасажирів ЛАЗ 52522 прозвані «пилососами» та «гробами».

## ЛАЗ 52522 вУкраїні
Список діючого рухомого складу в Україні, який використовується в регулярній експлуатації станом на 2022 рік:
| Місто       | Кількість |
| ----------- | --------- |
| Біла Церква | 1         |
| Миколаїв    | 2         |
| Тернопіль   | 1         |
| Чернівці    | 4         |
| Лисичанськ  | 3         |
| Всього:     | 11        |

## Галерея тролейбусів ЛАЗ-52522 у Львові

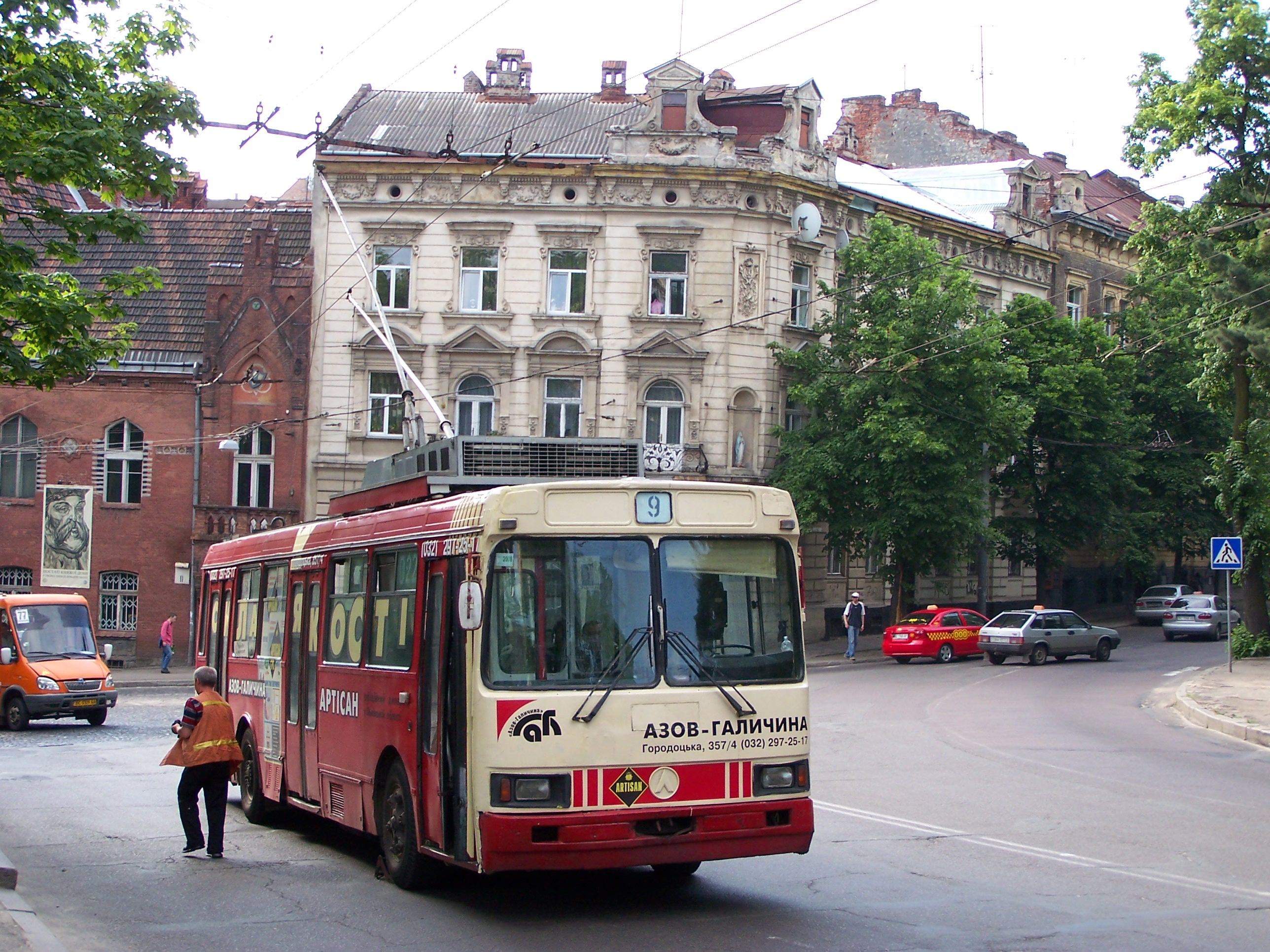
Номер 031 на 9-му маршруті: вигляд спереду. Травень 2007 року
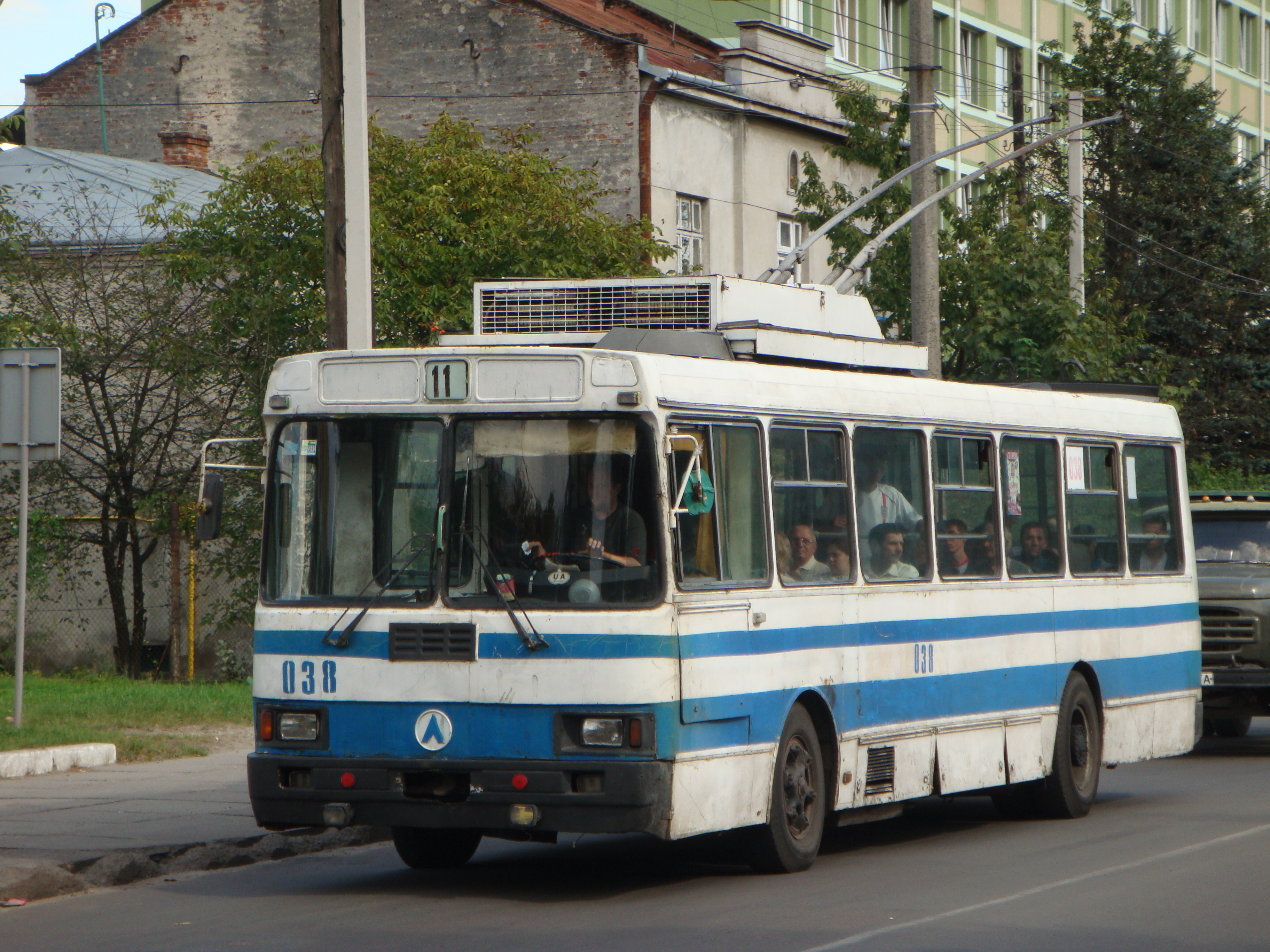
Номер 038 на 11-му маршруті. Серпень 2010 року
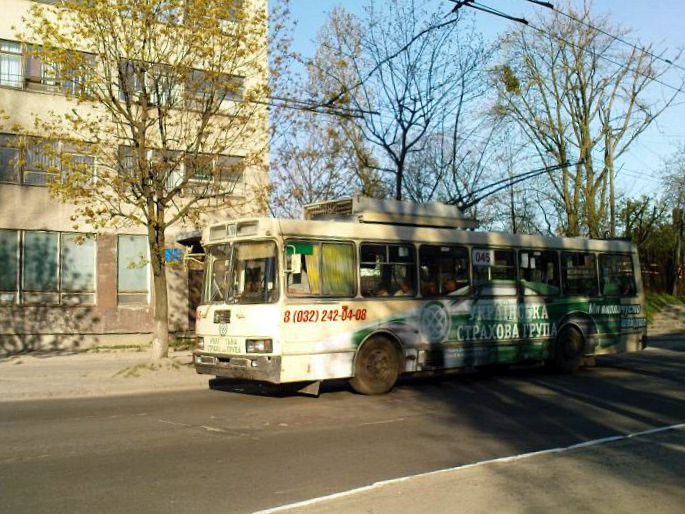
Номер 045 на 11-му маршруті (з рекламою Української страхової групи). Квітень 2009 р.
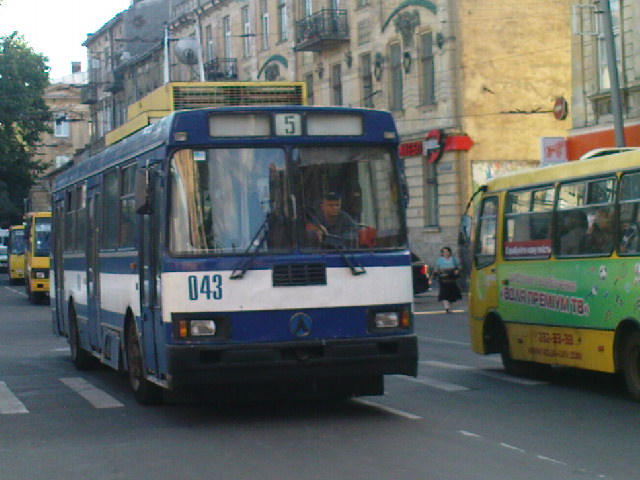
Номер 043 на 5-му маршруті на вул. Шота Руставелі. Вересень 2009 року
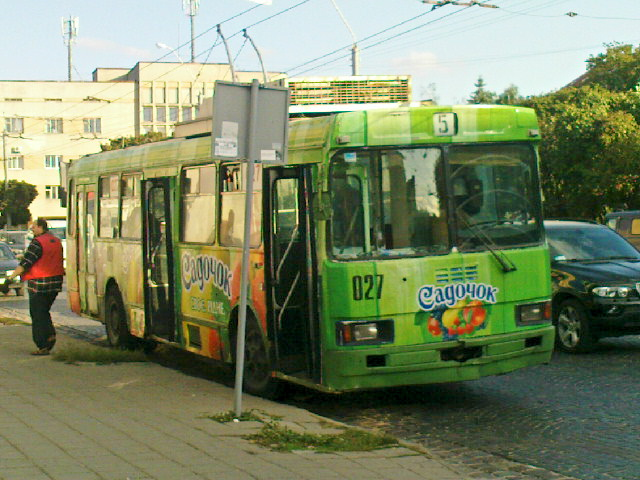
Номер 027 на 5-му маршруті на кінцевій зупинці. Вересень 2009 року